# Visma Arena
Die Visma Arena ist ein Fußballstadion in der schwedischen Stadt Växjö. Das Stadion ist die Heimspielstätte des Fußballvereins Östers IF. Der etwa 190 Mio. SEK teure Bau wurde am 1. September 2012 eröffnet. Am 3. des Monats fand das erste Spiel im Stadion statt. Der Östers IF und der IFK Värnamo trennten sich vor 12.173 Zuschauern mit einem 1:1-Unentschieden.

## Geschichte
Die Bauarbeiten begannen am 31. März 2011 mit der Grundsteinlegung durch den Präsidenten des Svenska Fotbollförbundet Lars-Åke Lagrell. Zwei Tage zuvor wurde das schwedische Bauunternehmen Myresjöhus für eine nicht bekannte Summe Namenssponsor. Das neue Stadion wurde auf dem Gelände der Sportanlage Värendsvallen gebaut. Neben der Spielstätte sind auch eine Eishockey-, Unihockey- und Leichtathletikhalle entstanden.
Die Anlage bietet bei Fußballspielen 12.173 Zuschauern Platz. Von diesen Plätzen sind etwa 10.000 Sitz- und 2.000 Stehplätze. Dazu kommen 20 rollstuhlgerechte Plätze. Alle Tribünen sind überdacht. Mit der Fertigstellung haben die Männer- und Frauenmannschaft des Vereins Östers IF das alte Stadion Värendsvallen verlassen und sind in die damalige Myresjöhus Arena umgezogen. Die Arena war einer der sieben Spielorte der Fußball-Europameisterschaft der Frauen 2013. Neben drei Vorrundenspielen wurde ein Viertelfinale in Växjö ausgetragen.
Am 4. Februar 2020 unterschrieb der Östers IF einen neuen Sponsorvertrag über sechs Jahre mit der Visma Spcs AB. Seit dem 1. Juli 2020 heißt das Stadion Visma Arena. Zu internationalen Partien trägt es den Namen Växjö Arena.